# Shelfordites aberrans
Shelfordites aberrans är en insektsart som beskrevs av Heinrich Hugo Karny 1910. Shelfordites aberrans ingår i släktet Shelfordites och familjen Lentulidae. Inga underarter finns listade i Catalogue of Life.